# Творчість
Творчість — діяльність людини, спрямована на створення якісно нових, невідомих раніше духовних або матеріальних цінностей (нові твори мистецтва, наукові відкриття, інженерно-технологічні, управлінські чи інші інновації тощо). Необхідними компонентами творчості є фантазія, уява, психічний зміст якої міститься у створенні образу кінцевого продукту (результату творчості).

## Сутність терміна
Творчість можна розглядати у двох аспектах: психологічному й філософському. Психологія творчості досліджує процес, психологічний «механізм» протікання акту творчості як суб'єктивного акту індивіда. Філософія розглядає питання про сутність творчості, що по-різному ставилося в різні історичні епохи.

## Філософські концепції в історичному розвитку
Одним із перших виділяє поняття творчості давньогрецький філософ Платон і ця творчість має універсальний характер. Так, у діалозі «Бенкет» зустрічається таке визначення творчості: 
| Усякий перехід з небуття в буття — це творчість, і, отже, створення будь-яких творів мистецтва й ремесла можна назвати творчістю, а всіх творців — їхніми творцями[1] |
Фундаментальні зміни прийшли з початком християнської епохи, з концепцією створення (лат. creatio) Богом світу з нічого. «Creatio» мало інше значення ніж «facere» («робити»), це творення розглядали як вольовий акт і вже не використовували щодо людської діяльності.
В епоху Ренесансу навпаки, просякнута вірою у безмежні творчі можливості людини. Поступово «творчість» дедалі більше усвідомлюється насамперед як художня творчість, виникає інтерес до постаті художника і самого акту творчості, все виразніше виступає і тенденція розглядати історію як продукт людської творчості. Польський поет Мацей Казімєж Сарбевський почав використовувати це слово щодо поезії. Проте тривалий час таке розуміння творчості наражалося на критику через тлумачення терміна як акту творення з нічого.
В епоху Просвітництва творчість пов'язується із здатністю людини до уявлення. Англійські емпіристи (Френсіс Бекон, Томас Гоббс, Джон Лок, Дейвід Г'юм) трактували творчість як певну комбінацію вже існуючих елементів, творчість таким чином була близька винахідництву. Завершену концепцію творчості у XVIII столітті створює Іммануїл Кант, що спеціально аналізує творчу діяльність у вченні про продуктивну здатність уяви, що виступає як сполучна ланка між розумом і почуттєвим досвідом. Вчення Канта продовжив Фрідріх Шеллінг, який розглядав творчу здібність в єдності свідомої й несвідомої діяльності людини. Погляд на художника як на генія, що творять із натхнення досяг своєї кульмінації в епоху Романтизма, творчість художника і філософа вважалася вищою формою людської життєдіяльності, в якому людина стикається з «абсолютом».
В ідеалістичній філософії кінця XIX—XX століть творчість розглядають переважно як протилежність до механічно-технічної діяльності. При цьому, якщо філософія життя протиставляє технічному раціоналізму творчий природний початок, то екзистенціалізм підкреслює духовно-особистісну природу творчості. У філософії життя найбільш розгорнуту концепцію творчості дав Анрі Бергсон («Творча еволюція», 1907): творчість як безперервне народження нового становить сутність життя. Усю дійсність філософ розглядає як «безперервний ріст і нескінченну творчість». Найадекватнішою формою існування вважають творчість і екзистенціалісти. Микола Бердяєв («Зміст творчості», 1916) розглядає творчість як «діло богоподібної свободи людини, розкриття в ньому образу Творця».
Філософія прагматизму і позитивізму навпаки, розглядає творчість як винахідництво, ціль якого — вирішувати завдання, поставлені певною ситуацією.

## Природа творчості
Природа творчості може бути розкрита через певні показники, а саме:
1. Істоти, у яких розвинутий пошуковий механізм, що є наріжним для процесу творчості, характеризуються мінімальною агресивністю щодо свого оточення та найчутливіші до закликів допомоги інших істот[6].
2. Творчість є основою розвитку емпатійних здібностей, здатності розуміти точку зору іншої людини, формування непрагматичної ціннісно-світоглядної орієнтації особистості.
3. Творчість передбачає вихід за межі рольових установок особистості, вміння дистанціюватися від ситуації, готує умови для досягнення однієї з головних цілей розвитку людини — статусу творчої особистості, оскільки творчість є виходом у сферу багатозначного, багатомірного, парадоксального, бісоціативного розуміння реальності та її опанування; творчість передбачає актуалізацію надситуативності, як здатності суб'єкта виходити за межі однозначних конструкцій «зовнішньої доцільності».
4. Творчість та альтруїзм позитивно взаємокорелюють та щільно пов'язані, що свідчить про відкритість творчої особистості світові.
5. Творчість є однією з цілей розвитку особистості та може бути пов'язаною з такими категоріями, як самоактуалізація, самовдосконалення, самоздійснення, самовираження.
6. Творчість є цілісним утворенням, вона не обмежується такими аспектами функціонування психіки людини, як образний, логічний, поведінковий та ін., а проявляється на всіх рівнях психічної активності людини.
7. Творчості притаманні синергетичні риси, тому творча людина виявляє феномен творчої багатомірності, коли окремий талант людини складається із суми її талантів.
8. Так звані творчі люди характеризуються гранично-біфукарційними, парадоксально-двоїстими, амбівалентними, взаємовиключаючими особливостями, наприклад, вони проявляють себе як одночасно екстраверти та інтроверти; вони скромні та горді одночасно; вони проявляють одночасно бунтарський дух та консерватизм. У цілому можна сказати, що творчі люди більш психопатологічні, психотичні.

## Психологічні дослідження
У психології творчість вивчається головним чином у двох аспектах: як психологічний процес творення нового і як сукупність властивостей особистості, які забезпечують її включеність у цей процес.
Творчість як процес розглядали спочатку, виходячи із самозвітів діячів мистецтва й науки (опис «натхнення», «мук творчості» тощо). Деякі великі натуралісти (Герман фон Гельмгольц, Анрі Пуанкаре, У. Кеннон й ін.) виділили кілька стадій у процесі від зародження задуму до моменту (який не можна передбачати), коли у свідомості виникає нова ідея.
Англійський учений Генрі Воллес (1924) розчленував творчий процес на 4 фази: підготовку, дозрівання (ідеї), осяяння (інсайт) й перевірку. Подібні стадії виділяв і Анрі Пуанкаре, описуючи процес здійснення їм декількох математичних відкриттів. На думку вченого творчий процес починався з постановки задачі, далі проходив процес несвідомої роботи, раптового знаходження ключа для розв'язання і, нарешті, заключної обробки результатів.
Оскільки головні ланки процесу (дозрівання й осяяння) не піддаються свідомому-вольовому контролю, це послужило доводом на користь концепцій, що відводили вирішальну роль у Творчість підсвідомому й ірраціональному факторам. Однак експериментальна психологія показала, що несвідоме й свідомому, інтуїтивному й розумове в процесі.
Сукупність психічних властивостей, характерних для творчої особистості, стала об'єктом конкретно-наукового вивчення з винаходом тестів і методик їхньої обробки й аналізу. Цей напрямок сходить до Ф. Гальтону. Положення Гальтона про спадкоємний характер творчих здібностей була піддана критиці в психологічній науці (роботи швейцарського вченого Альфонса Декандоля й ін.), як і зближення геніальності із психічним розладом у Чезаре Ломброзо й ін. Інтерес до дослідження психологічних аспектів Творчість (особливо наукового) поглибився в середині XX ст. під впливом науково-технічної революції. У статистичних обстеженнях учених вивчається співвідношення між утворенням і продуктивністю роботи, віком і динамікою творчості, розроблялися методики стимуляції групової творчості.

### Творчість та інтелект
У психологічній літературі існує дискусія стосовно того, чи є творчість та інтелект ланками одного психічного процесу, чи це є різні процеси. Спроби встановити взаємозв'язок між інтелектом і творчістю почалися в 1950-х роках у роботах Джо Гілфорда, який дійшов висновку що цей взаємозв'язок достатньо низький, щоб розглядати ці процеси як окремі.
Інші вважають, що творчість є результатом тих же когнітивних процесів, що і інтелект, і розцінюється творчістю лише за наслідками, тобто коли цей результат відтворює щось нове, Перкінс назвав це погляд припущенням «нічого спеціального».
Популярною моделлю стала «порогова теорія», запропонована П. Торренсом, який вважає, що високий ступінь інтелекту виглядає необхідною, але недостатньою умовою для високих творчих здібностей. У загальному випадку це означає, позитивний взаємозв'язок між творчими здібностями та інтелектом, але цей взаємозв'язок не проявлятиметься, якщо будуть оцінювані лише люди з найвищим інтелектом. Дослідження порогової теорії, однак, дістали різнорідні оцінки від ентузіастичного схвалення до категоричного заперечення.

### Творчість та емоції
Ряд дослідників, зокрема Ганс Айзенк та Фредкінсон вважають, що позитивні емоції активують асоціативне мислення, а також, розфокусовуючи увагу, збільшують поле для добору фактів, що стосуються опрацьовуваної проблеми.
З іншого боку, ряд дослідників вважають, що і негативні емоції можуть підвищити креативність. Наприклад, Арнольд Людвіґ, вивчаючи діяльність 1005 особистостей XX століття знайшов слабкий, але значущий зв'язок між депресіями і творчими досягненнями.

## Типи і склад творчості
Відповідно до різних підходів до визначення меж творчості визначають певні типи творчості, для наочності позначені як творчість «Артиста» (мистецтво), творчість «Мудреця» (наука та інженерія) та творчість «Блазня» (гумор).
Творчість складається з двох етапів:
1. процесу мислення
2. процесу втілення задуму